# Витяз
Витя̀з (на руски: ви́тязь) е древноруски воин, богатир, както и висше звание на воин от края на Първата българска държава, където титлата е носена от врохотския болярин Ивац.
Според някои автори думата идва от литовски (vityz) и значението му е близко до това на герой, храбрец, юнак, рицар и богатир. Според други думата е от скандинавски произход. В славянските езици скандинавският суфикс -ing преминава в „-яз“ (като при „княз“), заради което славяните произнасят думата „viking“ като витяз.
В старите легенди витязите са представяни като смели благородници, притежавали сила, ловкост, бързина, точност и високо цененото умение да владеят оръжието. Те били управители на отделни крепости и командвали крайгранични гарнизони.
Сред най-интересните творби в националния епос на Грузия е поемата „Витязът в тигрова кожа“ на писателя класик Шота Руставели от 12 век.